# Mezey János (kántor)
Mezey János (Vadkert (Pest megye), 1809. december 20. – Óbecse, 1880. június 13.) római katolikus kántor.

## Életútja
Apja, Mezey János Vadkerten a község bírája volt. Mezey kilencéves korában elveszett; egy veszprémi kanonok Kalocsa környékén utazván, az országúton dalolgató fiút felvette kocsijára és magával vitte; Pápán a Ferenc-rendiek kolostorába adta, ahol hat gimnáziumi osztályt végzett, a zenében és énekben is kiképzést nyert. Miután barátnak szánták, elszökött és Székesfehérvárra ment, ahol megtudta, hogy Sárszentmiklóson kántortanítóra van szükség; elment tehát oda segédkántornak; néhány hónap múlva főnöke meghalt és őt választották meg kántortanítónak. 1829-ben Halasra került szintén kántornak, de innét csakhamar Kalocsára ment. 1830-ban Óbecsén, 1850-ben pedig Kunszentmártonban (Jász-Nagy-Kun-Szolnok m.), végül 1865-ben ismét Óbecsén lett kántor.

## Munkái
- Énekes könyv a nagy-kun szent-mártoni buzgó és áhítatos keresztények számára. Szarvas, 1853.
- Adventi énekek a boldogságos Szűz Máriához. Kiadja Varga Mihály és Pipa Mátyás. Uo. 1856. (és Gyula, 1858.).
- Szűz Mária dicsérete. Az az énekek és imádságos könyv a bucsújáró ker. kath. hivek használatára. Kiadta imádságokkal bővítve Szombathy Sándor. Kalocsa, 1865. (9000 példányban 2. kiadás. Uo. 1882).